# Onthophagus polyphemi
Onthophagus polyphemi là một loài bọ cánh cứng trong họ Bọ hung (Scarabaeidae).